# Rasława
Racsława, Racława, Ratsława, Recsława, Recława, Retsława, Rasława – staropolskie formy skrócone od imion żeńskich Radosława lub Racisława (to ostatnie nienotowane w tej formie w czasach staropolskich). Imię Rasława jest poświadczone w źródłach polskich od XIII wieku.
Męskie odpowiedniki: Racsław, Racław, Ratsław, Recsław, Recław, Retsław, Resław, Rasław.
Racsława, Racława, Ratsława, Recsława, Recława, Retsława, Rasława imieniny obchodzi 5 września.